# Tour Nivernais Morvan
De Tour Nivernais Morvan is een vijfdaagse rittenkoers in het Franse departement Nièvre. De koers maakt geen deel uit van de UCI-kalender en staat enkel op de Franse nationale kalender. Dit betekent dat enkel amateurploegen mogen deelnemen.